# ICOMOS-díj

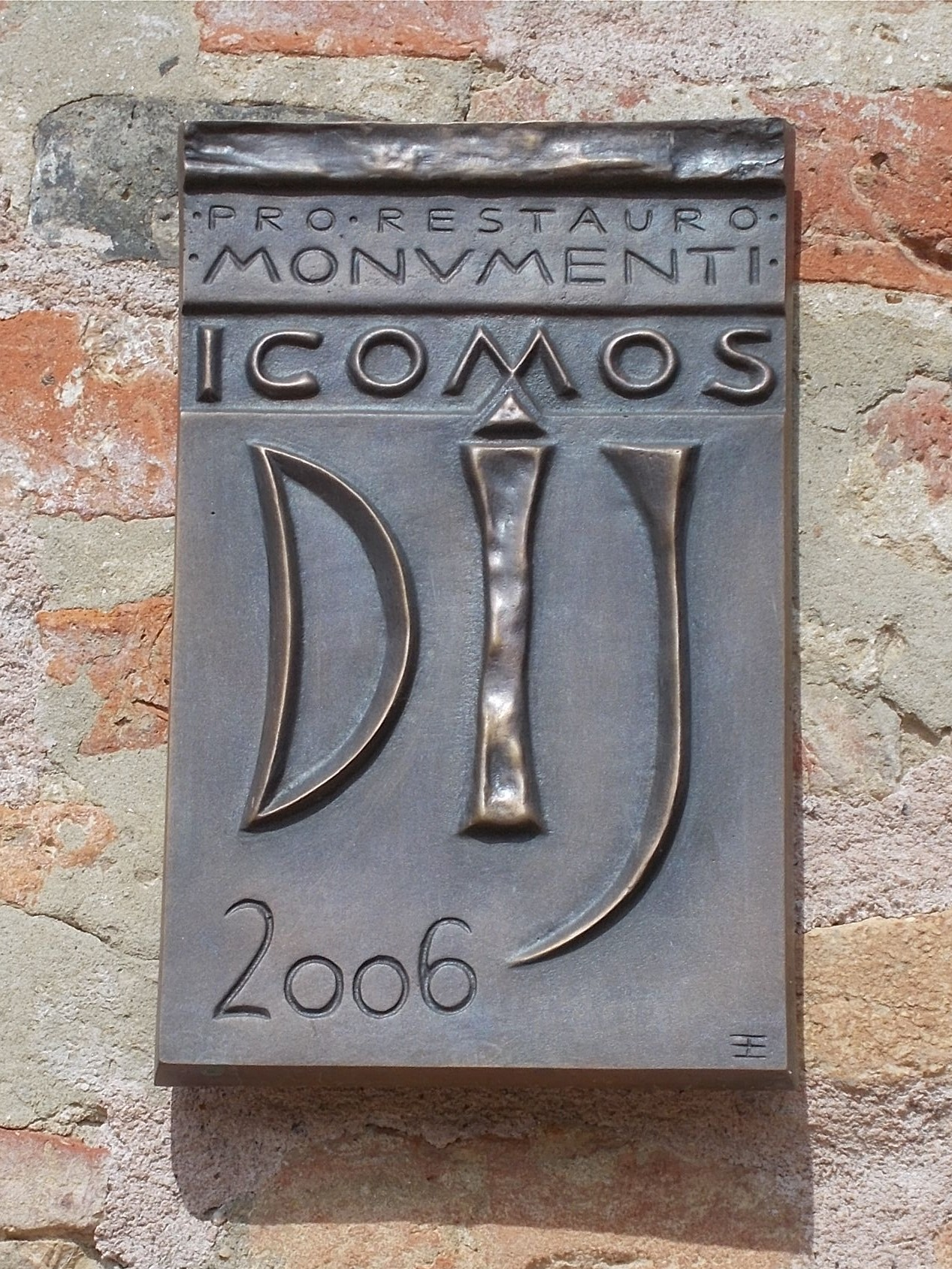
A gyulai kastélyra kihelyezett, az elismerést tanúsító plakett

Az ICOMOS-díj 2006 óta átadott, magyar műemléki helyreállítások elismerésére szolgáló díj. A díjazottakat minden évben a Nemzetközi Műemléki Világnap, április 18. alkalmával hirdeti ki az ICOMOS Magyar Nemzeti Bizottság elnöke.

## A díj története
Az ICOMOS (International Council on Monuments and Sites) Magyar Nemzeti Bizottsága a műemlékvédelem legnagyobb nemzetközi civil szervezetének magyar tagja. Fontos célja, hogy felhívja a társadalom figyelmét a műemlékvédelem, az építészeti és kulturális örökség megőrzésének, gondozásának fontosságára.
Ezzel a céllal hozta létre 2006-ban az ICOMOS-díjat, amellyel minden évben elismeri a legjobbnak ítélt műemléki helyreállításokat, amelyek lehetnek:
- épület(ek) megújítása;
- épület(ek) új rendeltetés céljára történő átépítése, bővítése, a műemléki értékek megőrzésével és felszínre hozásával;
- természeti értékek, parkok, kertek mintaszerű helyreállítása;
- történeti környezetbe harmonikusan illeszkedő, annak történeti és természeti értékeit tiszteletben tartó új épület(ek).
Az ICOMOS-díjra történő nevezés nyitott. A javaslatokat erre a célra kijelölt Bíráló Bizottság megvizsgálja, lehetőség szerint a helyszínen.

## Díjazottak

### 2025
- Budapest, Sipeki Balás-villa, a Magyar Vakok és Gyengénlátók Országos Szövetségének székházának felújítása
- Somogyszentpál-Varjaskér, templomrom helyreállítása
- Solium Regni – Az ország trónusa, kiállítás és kőtár a Koronázó Bazilika Nemzeti Emlékhely Látogatóközpontban, Székesfehérvár[2]

### 2024

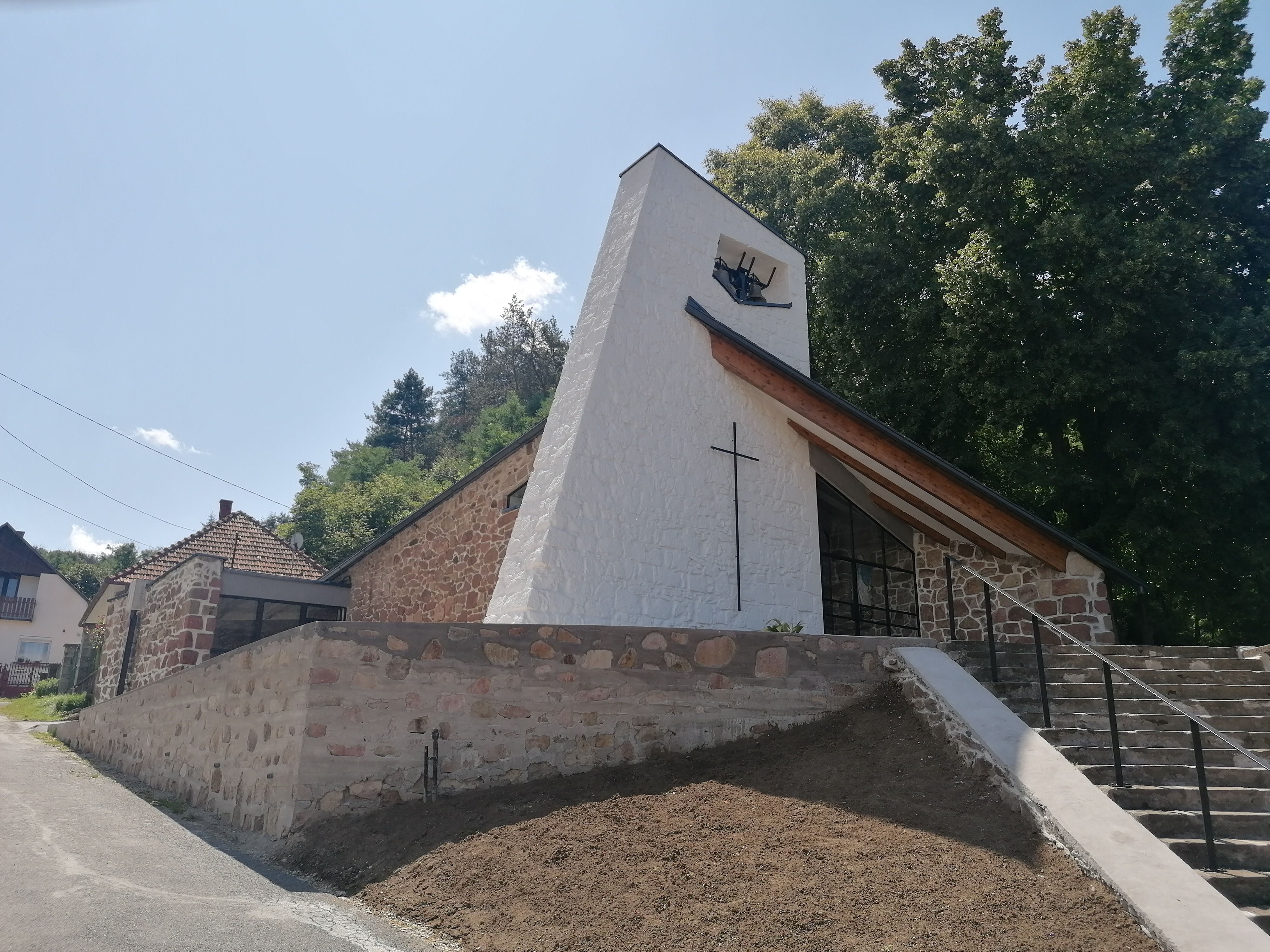
A felújított cserépváraljai Szent József templom

- Cserépváralja, a Munkás Szent József-templom magas színvonalú helyreállítása
- Ják, a Szent György-templom helyreállítása
- Sopron, a Múzeumnegyed
- Veszprém, Ruttner-ház[3][4]

### 2023
- Bonyhád, az Ermel-Vojnits-mauzóleum helyreállítása
- Székesfehérvár, a Szent István székesegyház belső restaurálása és belsőépítészeti kialakítása

### 2022
- Biatorbágy, a torbágyi római katolikus plébániatemplom főoltárának restaurálása
- Borsi (Borša, Szlovákia), Rákóczi-kastély helyreállítása
- Az egykori mohácsi Selyemgyár épületegyüttesének rehabilitációja
- Szabadkígyós, Wenckheim-kastély helyreállítása

### 2021
- Bajna, a Sándor–Metternich-kastély felújítása
- Máriapócs, Szeplőtelen Szűz Mária római katolikus templom[1]
- Sümeg, Ramassetter-ház
- Szögliget, Szádvár romjai[5][6]

### 2020

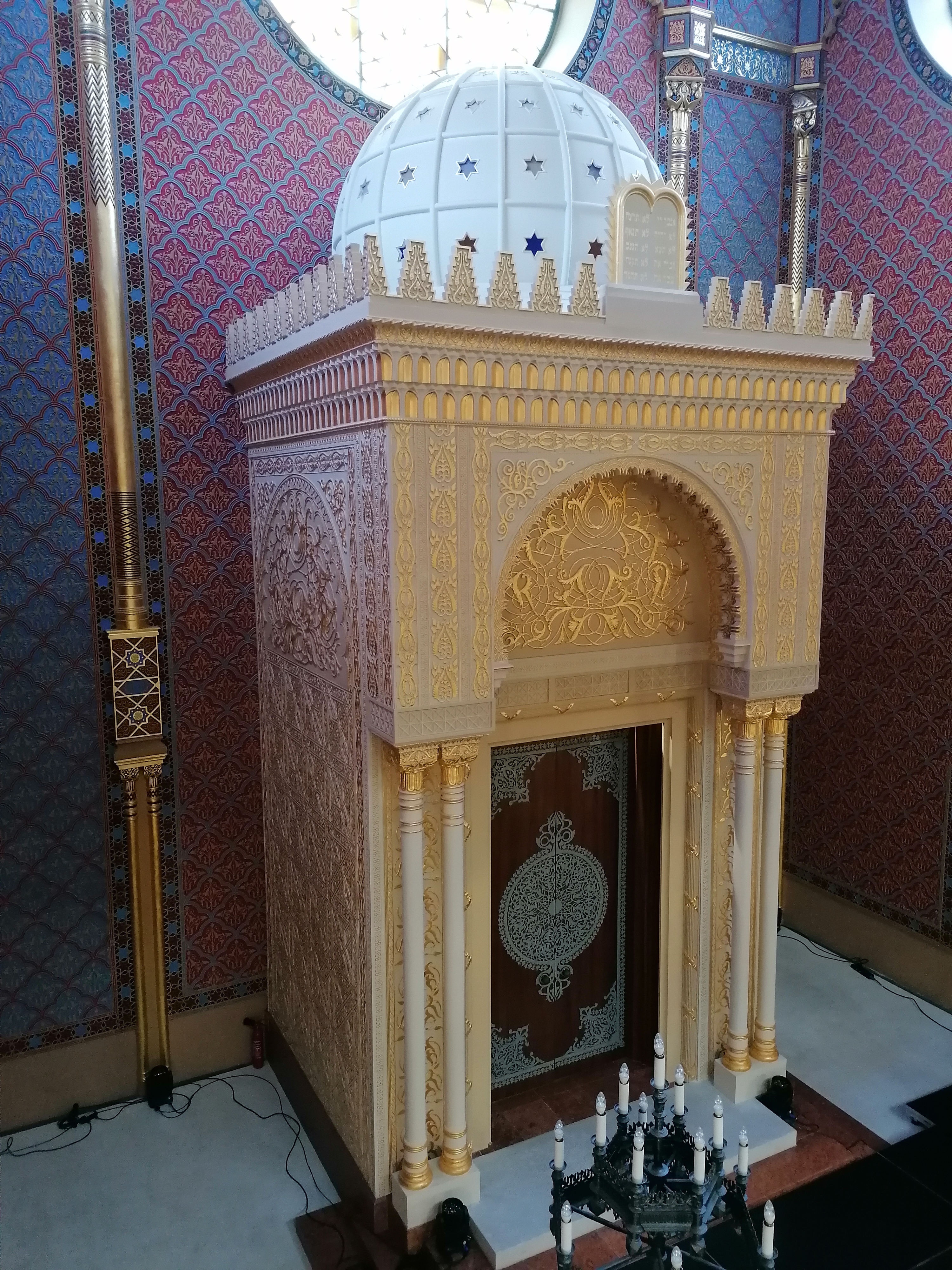
A Rumbach Sebestyén utcai zsinagóga rekonstruált tóraszekrénye

- Gödöllő, Szabadság út 2., Várkapitányi lak helyreállítása
- Budapest, Stefánia úti műterem-villa felújítása és hasznosítása
- Budapest, Rumbach Sebestyén utcai zsinagóga helyreállítása[7]

### 2019

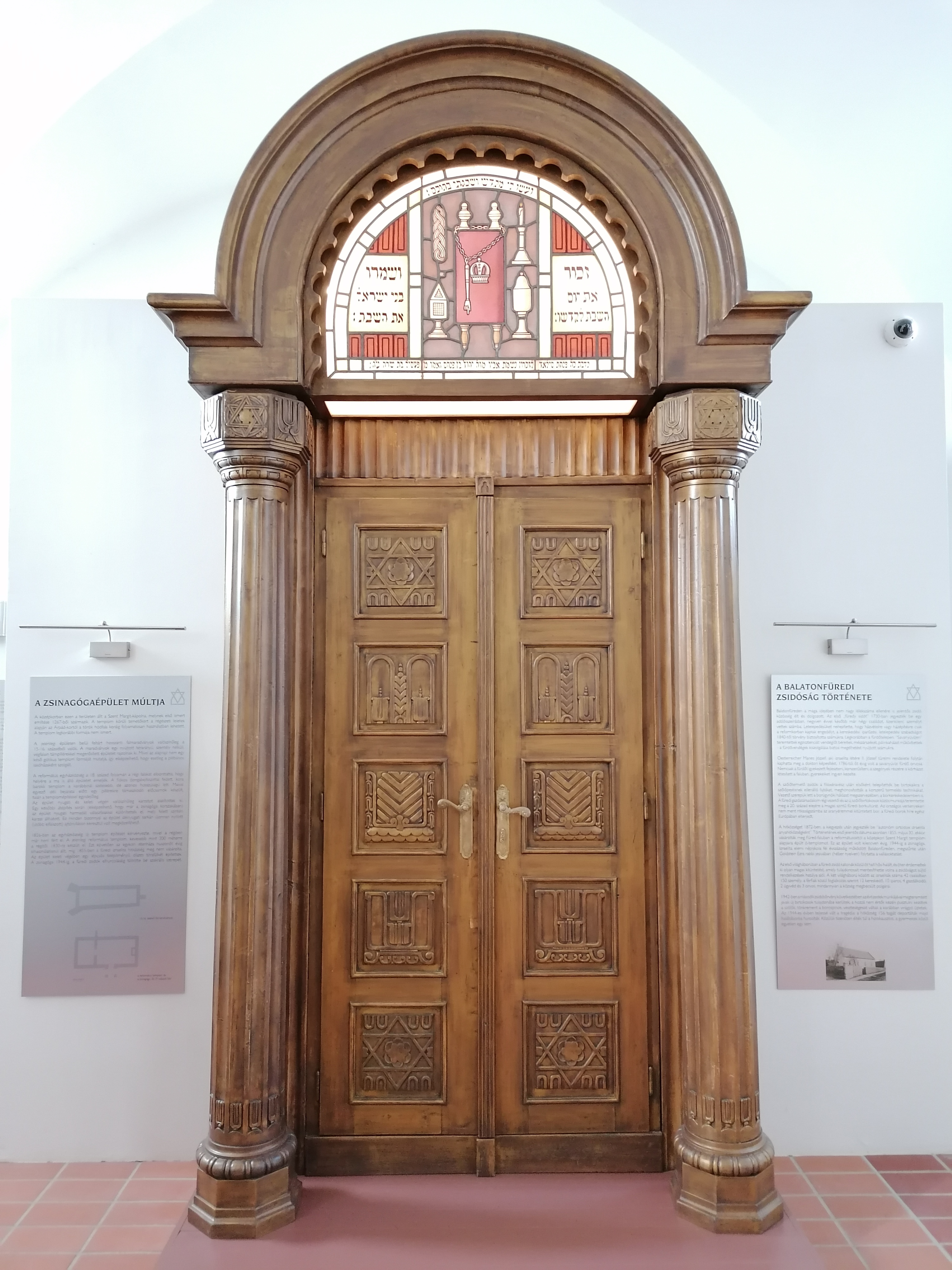
A felújított balatonfüredi zsinagóga, a Zsidó Kiválóságok Házának része

- Balatonfüred, Zsidó Kiválóságok háza
- Budapest, a régi budai Városháza
- Budajenő, Magtár
- Gacsály, Református templom[8]

### 2018
- Nagydobsza, Fő utca 68., talpasház
- Püspökszentlászló, püspöki kastély, látogatóközpont, emlékhely és zarándokház[9]
- Torna (Turna nad Bodvou, Szlovákia), Nagyboldogasszony római katolikus plébániatemplom[10]

### 2017
- Gyula, Harruckern-Wenckheim-Almásy kastély felújítása és látogató központ létrehozása[11]
- Hosszúhetény, Dallos-Böröcz vízimalom helyreállítása és hasznosítása
- Paks, Szeniczey kúria, Deák-ház példamutató helyreállítása
- Pannonhalma, volt apátsági major helyreállítása és hasznosítása[12]

### 2016
- A Budapest-Újszász vasútvonal épületei
- Oroszlány-Majkpuszta, az egykori kamalduli remeteség konventépülete
- Sopron, a Várkerület rehabilitációja és a Várfal-sétány kialakítása
- Visegrád, Városközpont, Városháza, egészségház és rendezvénytér

### 2015
- Budapest, Víziváros, a Kapucinus utca 9. helyreállítása
- A Fertőszentmiklósi Szent Miklós templom berendezéseinek helyreállítása
- Hatvan, a Grassalkovich-kastély felújítása
- Sárospatak, az ágyúöntő műhely maradványainak megőrzése és bemutatása[13]

### 2014
- Fertőd, az Esterházy-kastély együtteséhez tartozó egykori Marionett-színház rekonstrukciója (tervezés: M Építésziroda, Molnár Csaba DLA, Szentkuti Viktor, Halmai Dénes)
- Perőcsény, Tájház (tervező: Kátai Éva)
- Szekszárd, a Megyeháza revitalizációja (tervező: MŰTEREM'90 Építész Iroda Bt., építész: Lajtai Zoltán)[14]

### 2013
- Budapest, a Szent Lukács gyógyfürdő felújítása
- Pécs, Zsolnay Kulturális Negyed és Zsolnay Mauzóleum hasznosítása, helyreállítása és rehabilitációja[15]

### 2012
- Gödöllő, a Királyi váró felújítása[16]
- Veszprém, a Bíró-Giczey ház helyreállítása[17]
- Alsóbogát, a Kiskastély épületének helyreállítása

### 2011

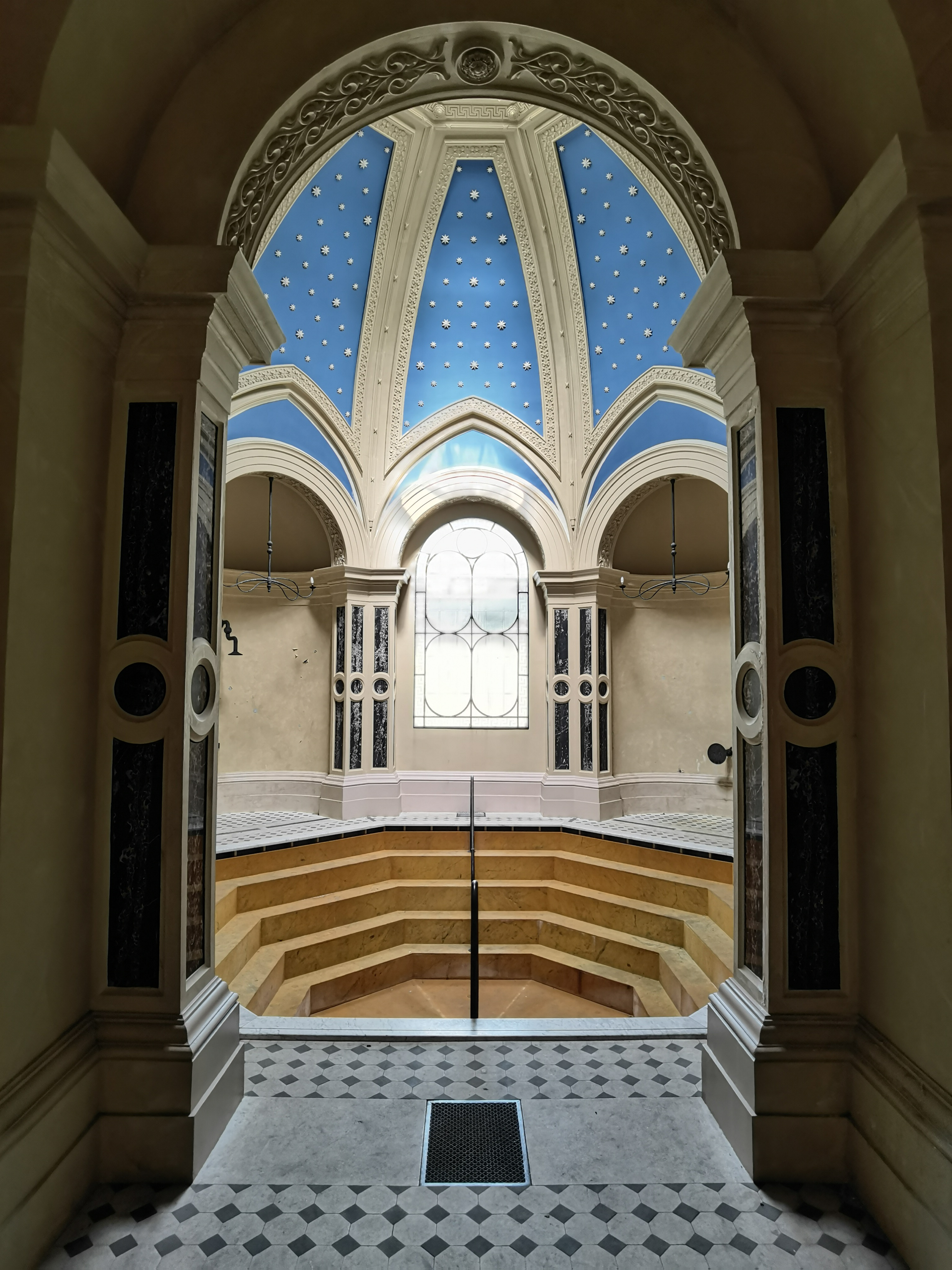
A budapesti Rác fürdő egyik belső medencetere a helyreállításokat követően

- Budapest, Rác gyógyfürdő történeti előzményeinek feltárása, felújítása és kortárs kiegészítése
- Sopron-Sopronbánfalva, egykori pálos-karmelita rendház felújítása[18]

### 2010
- Balatonfüred-Balatonarács, Lóczy u. 51., CBA áruház és kávézó (építész tervező: Vér Péter)
- Budapest, VI. Andrássy út 23. Wahrmann-palota felújítása és átépítése (építész tervező: König Tamás és Wagner Péter)
- Ózd, Liszt Ferenc Művelődési Ház (volt altiszti és munkás Olvasó Egyleti székház) átépítése és bővítése (építész tervező: Rudolf Mihály)[19]

### 2009
- Budapest, a margitszigeti domonkos kolostor helyreállítása
- Budapest, VI. Jókai u. 6. felújítása
- Budapest, Fővárosi Állat- és Növénykert „az évtizedek óta folyó kiemelkedő színvonalú műemlék-helyreállítási, karbantartási munkáiért” [20]

### 2008

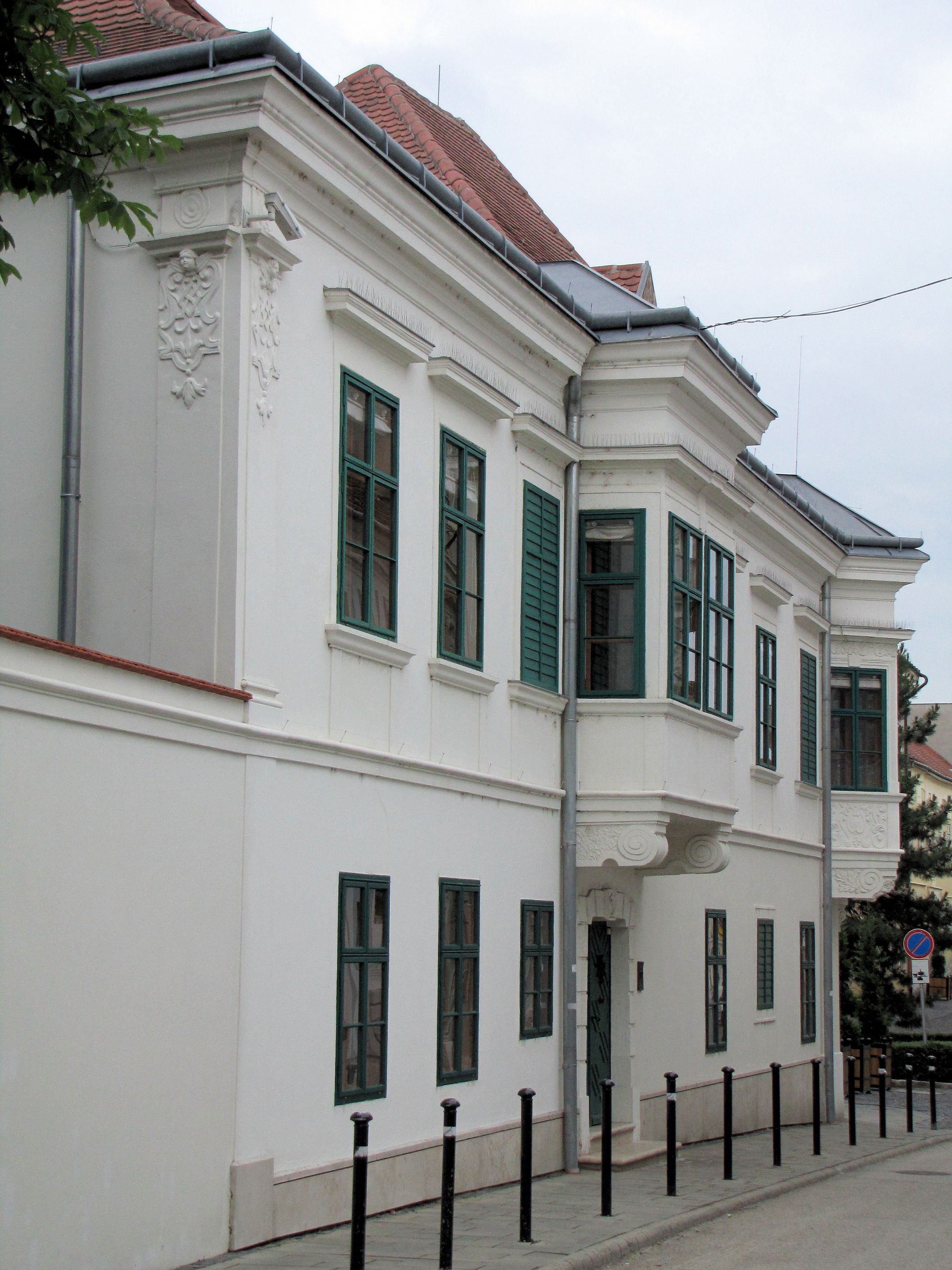
A székesfehérvári Hiemer–Font–Caraffa-ház oldalhomlokzata

- Budapest, az Eötvös Loránd Tudományegyetem Múzeum körút 6-8 sz. alatti épületcsoportjából a Gólyavár épületének helyreállítása (vezető tervező: Kun Zoltán)
- Szeged, Főpályaudvar (Indóház) épületének helyreállítása (vezető tervező: Hajós Tibor)
- Székesfehérvár, a Hiemer–Font–Caraffa-épülettömb 2008-ig helyreállított részei (vezető tervező: Koch Péter)[21]

### 2007
- Budapest, Eötvös u. 13., volt Hatvany-Deutsch palota (Spanyol Nagykövetség) felújítása (tervezők: Sylvester Ádám, Nagy Márton)
- Győr, Széchenyi tér 9., Loyolai Szent Ignác bencés templom főhajójának rekonstrukciója (vezető restaurátor: Lente István)
- Veszprém, Dubniczay-ház (építész tervezők: Karácsony Tamás, Kern Orsolya és Klobusovszki Péter)[22][23]

### 2006
- A gyulai vár
- A soproni zeneiskola

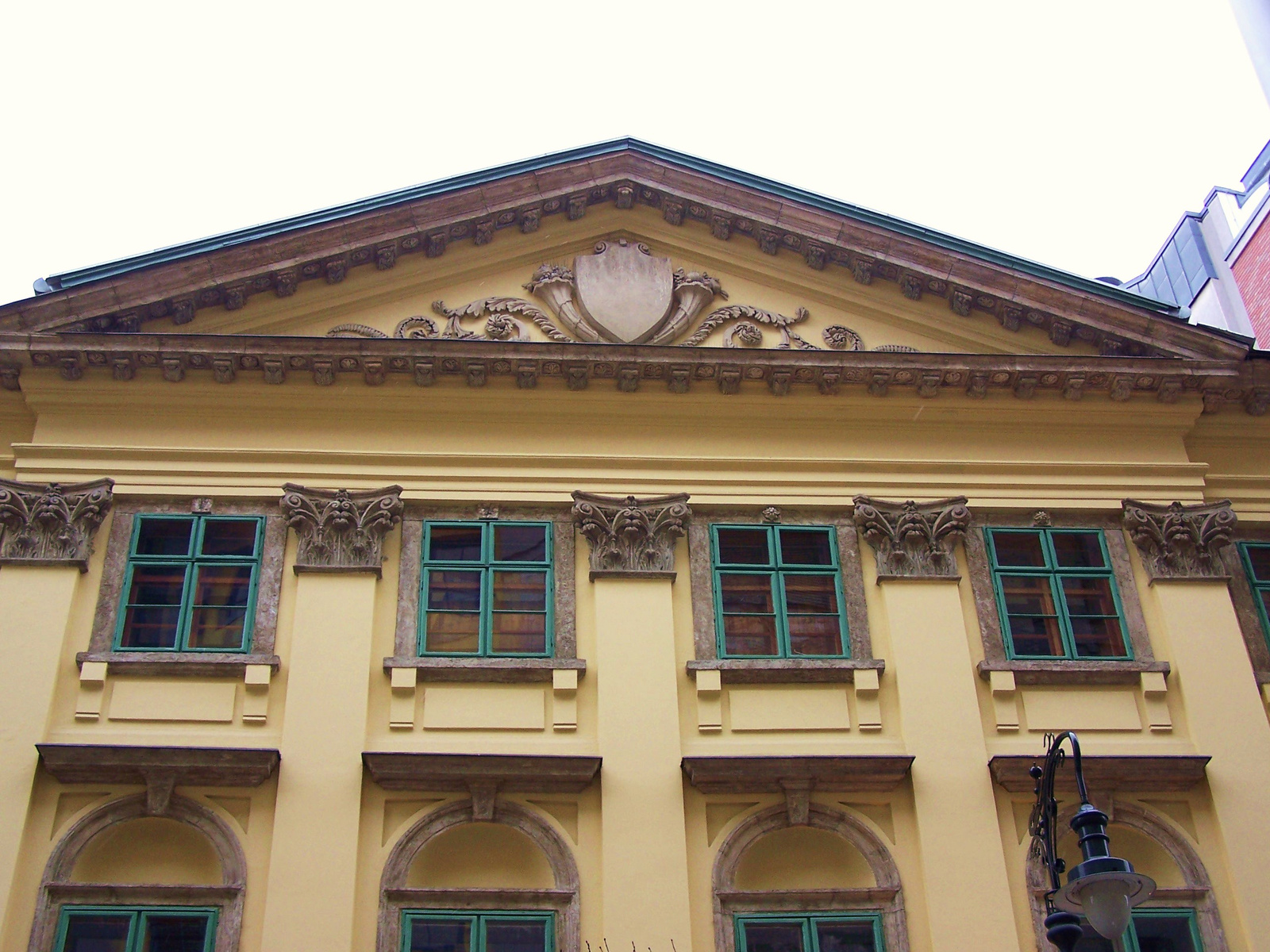
A Király utca 9. homlokzati részlete

- A Budapest, Király utca 9. sz. lakóház

## Külső hivatkozások
- A díjazottak listája az ICOMOS Magyar Nemzeti Bizottság honlapján  Archiválva 2024. április 22-i dátummal a Wayback Machine-ben